# Позоваване на бройката
В теорията на аргументацията argumentum ad populum (на латински: „призив към хората“) е грешен аргумент, който заключава, че дадено предложение трябва да е вярно, защото много или повечето хора смятат, че е вярно.
Другите наименования на заблудата включват заблуда на общото вярване или апел към (общо) вярване, апел към мнозинството, апел към масите, апел към популярност, аргумент от консенсус, авторитет на мнозина и други.

## Описание
„Argumentum ad populum“ (Позоваване на бройката) е вид неформална заблуда, специално заблуда от значение, и е подобна на аргумент от властта (argumentum ad verecundiam).  Той използва призив към вярванията, вкусовете или ценностите на група хора,  заявявайки, че тъй като определено мнение или отношение се поддържа от мнозинството, това е правилно.
Призивите за популярност са често срещани в търговската реклама, която представя продуктите като желани, тъй като те се използват от много хора или са свързани с популярни настроения  вместо да съобщават същността на самите продукти.
Обратният аргумент, че нещо непопулярно трябва да бъде опорочено, също е форма на тази заблуда. 
Заблудата е подобна по структура на някои други заблуди, които включват объркване между обосновката на дадено убеждение и широкото му приемане от дадена група хора. Когато аргументът използва призив на убежденията на група експерти, той приема формата на обжалване пред властта; ако призивът е за вярванията на група уважавани възрастни или членовете на нечия общност за дълго време, тогава той приема формата на обръщение към традицията. Това също е в основата на редица социални явления, включително комунално укрепване и ефект на бандата. Това също е в основата на редица социални явления, включително подсилване на общността и ефекта на бандата. Който извърши тази заблуда, може да предположи, че хората често анализират и редактират своите убеждения и поведения въз основа на мнението на мнозинството. Това често не е така. (Вижте съответствието). 

### Стипендия
Философът Ървинг Копи дефинира argumentum ad populum (Позоваване на бройката) по различен начин от призива към самото обществено мнение  като опит да събуди „емоциите и ентусиазма на множеството“.

### Валидни / силни и невалидни / слаби употреби
Дъглас Н. Уолтън твърди, че апелирането към общественото мнение може да бъде логично валидно в някои случаи, например в политическия диалог.
Аргументът ad populum може да бъде убедителен (силен) аргумент в индуктивната логика. Например, анкета на значителна популация може да установи, че 100% предпочитат дадена марка продукт пред друга. След това може да се направи убедителен аргумент, че следващият човек, който ще бъде разгледан, също много вероятно ще предпочете тази марка (но не винаги на 100%, тъй като може да има изключения) и анкетата е сериозно доказателство за това твърдение.
За дедуктивни разсъждения като доказателство, например, да се каже, че анкетата доказва, че предпочитаната марка превъзхожда конкуренцията по своя състав или че всички предпочитат тази марка пред другата.

### Език
Лингвистичните дескриптивисти твърдят, че правилната граматика, правопис и изрази се определят от говорещите езика, особено на езици, които нямат централен орган на управление. Според тази гледна точка, ако често се използва неправилен израз, той става правилен. За разлика от тях лингвистичните предписатели смятат, че неправилните изрази са неправилни, независимо от това колко хора ги използват.

## Обрати
При някои обстоятелства човек може да твърди, че фактът, че хората Y вярват, че X е истина, означава, че X е фалшив. Този ред на мисли е тясно свързан с призива за заблуда, въпреки че се позовава на презрението на човек към общото население или нещо към общото население, за да го убеди, че повечето грешат по отношение на X. Това обръщане на ad populum прави същия логически недостатък като първоначалната заблуда, като се има предвид, че идеята „X е вярно“, по своята същност е отделна от идеята, че „Y-хората вярват на X“: „Y-хората вярват в X като истина, чисто защото хората Y вярват в нея, а не поради някакви допълнителни съображения Следователно X трябва да е фалшив. Докато хората Y могат да повярват, че X е истина по грешни причини, X все пак може да е вярно. Техните мотивации за вярване на X не влияят върху това дали X е вярно или невярно.
- Y = повечето хора, дадено количество хора, хора от определена демографска група.
- X = твърдение, което може да бъде вярно или невярно.

Примери:
- „Ще бъдеш ли безмозъчен конформистки безпилотник, който пие мляко и вода като всички останали, или ще се събудиш и ще изпиеш моя продукт?“ [a]
- „Всички харесват The Beatles и това вероятно означава, че те не са имали почти толкова талант, колкото „Х банда“, която не е просъществувала.“ [b]
- „Днес германският народ се състои от поколението Аушвиц, като всеки човек на власт е виновен по някакъв начин. Как, по дяволите, можем да купим общоприетата пропаганда, че Съветският съюз е империалистичен и тоталитарен? Ясно е, че не трябва да бъде.“ [c]
- „Всички обичат Актьор X. X трябва да е толкова талантлив, колкото отдадените и сериозни актьори, които не са толкова популярни като Y.“

Като цяло обратът обикновено върви: Повечето хора вярват, че и А и Б са истина. Б е невярно. По този начин A е невярно. Подобната заблуда на хронологичния снобизъм не трябва да се бърка с обръщането на ad populum. Хронологичният снобизъм е твърдението, че ако вярата както в X, така и в Y е била популярна в миналото и ако е доказано, че Y е невярна, тогава X също трябва да е невярна. Тази аргументация се основава на вярата в историческия прогрес, а не – както е обръщането на ad populum – на това дали X и / или Y в момента са популярни.

## Допълнителна информация
- Walton, Douglas N. Why Is the 'ad Populum' a Fallacy? //  Philosophy & Rhetoric 13 (4).   1980. с. 264 – 278.  Архивиран от оригинала на March 29, 2016.